# 哲克登額
哲克登額（1855年5月19日—1940年），字子貞，號明軒，成都駐防鑲藍旗蒙古人。哈喇德特生趙爾氏，漢姓趙，故又名趙明軒，哲明軒。清光緒二十九年（1903年）進士，曾官四川省古宋縣知縣。

## 生平
咸豐五年（1855年）5月19日，哲克登額出生在八旗下級軍官的家庭里。有兄二、姐四、妹一。這樣一個多子女家庭，共吃一份糧餉，生活之艱難，不難想像。哲克登額自幼酷愛讀書，天資並不算十分聰穎，刻苦的精神卻相當感人。家居住永安胡同（現方池街），對面為一寺廟。有時家裡沒米下鍋，他仍以書為餐，苦讀不止。一位老和尚見了甚是喜愛，常常給予接濟，經過長年潛心努力，至42歲才考上舉人，48歲考上進士，可謂大器晚成。上京考試因盤費困難，幾次都不能成行，在成都將軍和岳父的贊助下，始能成行。光緒二十九年(1903年)，參加補行辛丑壬寅恩正併科會試，中第207名貢士，保和殿複試三等，殿試三甲，賜同進士出身，朝考二等，以知縣分省即用，指省四川。在少城建八旗勸學所，自己親自授課。後相繼在建昌(今西昌市)、金堂和瀘州任職。在西昌時曾調解少數民族的部族械鬥，在金堂、瀘州是擔任稽徵稅收的主官。隨後，始外放古宋縣任知縣，兼任徵收局典史。因為宮正直、清廉，深得紳民的愛戴。辛亥革命後，他專心治學，末再從政。曾任過四川省通志局編修。參加《四川通志》編纂工作。擔任過組合小學校長，成都旗民生計會會長等職務。 民国二十九年（1940年）病逝，年85歲。嫡妻額蘇哩氏，續妻毛氏。

## 著述
- 「魚虞模韻轉入歌戈韻再轉入麻韻說」[2]
- 「八旗學校志附考試」，記載成都八旗官學，1965年中央民族大學複寫本[3]
- 「滿營所屬各門志」，1965年中央民族大學複寫本。
- 遺著有《二十四史述贊》、《歷代治河概論》、《春秋五十凡例》、《易經經義》和《旅京詩稿》等。

## 被列入尊經書院大八景之一
清代成都尊經書院中對八位經師的戲稱：經師發白，藏佛頭青，余公道貌，吳子書聲，北碑王熟，西學劉精，滿洲問道，回國通經。

清丁治棠《仕隱齋涉筆》卷之七：「(書)院中有八景：
- 經師發白：謂廖生季平年少頭白也：
- 藏佛頭青：有吳生芝英面黑而團，發蹙蹙滿額，似西藏那瑪，故以藏佛名之。
- 余公道貌：余性迂謹，逢人必揖讓，人多避其足恭。
- 吳子書聲：吳讀書，呦呦如鬼哭，聞者駭然。
- 北碑王熟：王植青慣寫北魏碑。
- 西學劉精：劉光漠愛淡西洋炮法也。
- 滿洲問道：滿洲，謂調滿城哲生(哲克登額)。
- 回國通經：回國，謂西昌馬生，以回人調院也。